# The Seven Ages (film)
The Seven Ages je americký němý film z roku 1905. Režisérem je Edwin S. Porter (1870–1941). Film trvá zhruba 5 minut.

## Děj
Film se skládá ze 7 scén: 1. Infancy (Dětství) - Malé miminko pláče. Malá holčička mu přinese láhev a dá mu pusu. 2. Playmates (Spoluhráči) – Malý chlapec se snaží políbit holčičku, která drží panenku. Ta se nejprve brání, ale nakonec se nechá políbit. 3. Schoolmates (Spolužáci) – Dospívající dívka si čte pod stromem. Zanedlouho přijde chlapec, který se vedle ní posadí. Krátce nato se začnou vzájemně líbat. 4. Lovers (Milenci) – Mladá žena vyjde z domu a vsedě čeká na lavičce. Za chvíli se objeví voják, který se k ní zezadu přiblíží a položí ji ruce na oči, aby ji překvapil. Oba se po shledání políbí. 5. The Judge (Soudce) – Rodiče se třemi dětmi sedí v salonu. Děti dají rodičům pusu na dobrou noc a odcházejí. Rodiče se následně políbí. 6. What age? (Jaký věk?) – Žena neurčitého věku sedí a zasněně hladí svou kočku. Vezme ji do náruče a políbí ji na hlavu. 7. Second Childhood (Druhé dětství) – Starý muž, sedící u krbu, pomáhá staré ženě vytvořit klubko vlny, zatímco kočka pije mlíko z podšálku. Muž a žena se při práci několikrát políbí.